# Autostrada A11/A12
Die Autostrada A11/A12, auch Diramazione Lucca-Viareggio (italienisch für Abzweig Lucca-Viareggio) genannt, ist ein Autobahnabzweig, der auch mit D11 bezeichnet wird.

## Beschreibung
Der Autobahnabzweig führt von Lucca, wo er von der A11 abzweigt, bis nach Viareggio, wo er in die A12 einmündet. Er ermöglicht so eine Verkürzung der Fahrzeit zwischen Florenz und Genua.
Der Autobahnabzweig ist 20,4 km lang und durchgehend mautpflichtig, außerdem verfügt er über drei Anschlussstellen (Lucca West (ital. Lucca Ovest), Massarosa und Viareggio/Camaiore). Die Kilometrierung startet nicht bei 0, sondern bei 66,9 – sie setzt sich ab dem Knoten mit der A11 bei Lucca fort.
Verwaltet wird er von der SALT S.p.A. (Società Autostrada Ligure Toscana S.p.A). Erbaut wurde er im Jahre 1970. Das Decreto Legislativo vom 29. Oktober 1999 n. 461 hat diesen Autobahnzweig als A11/A12 klassifiziert.

## Bilder

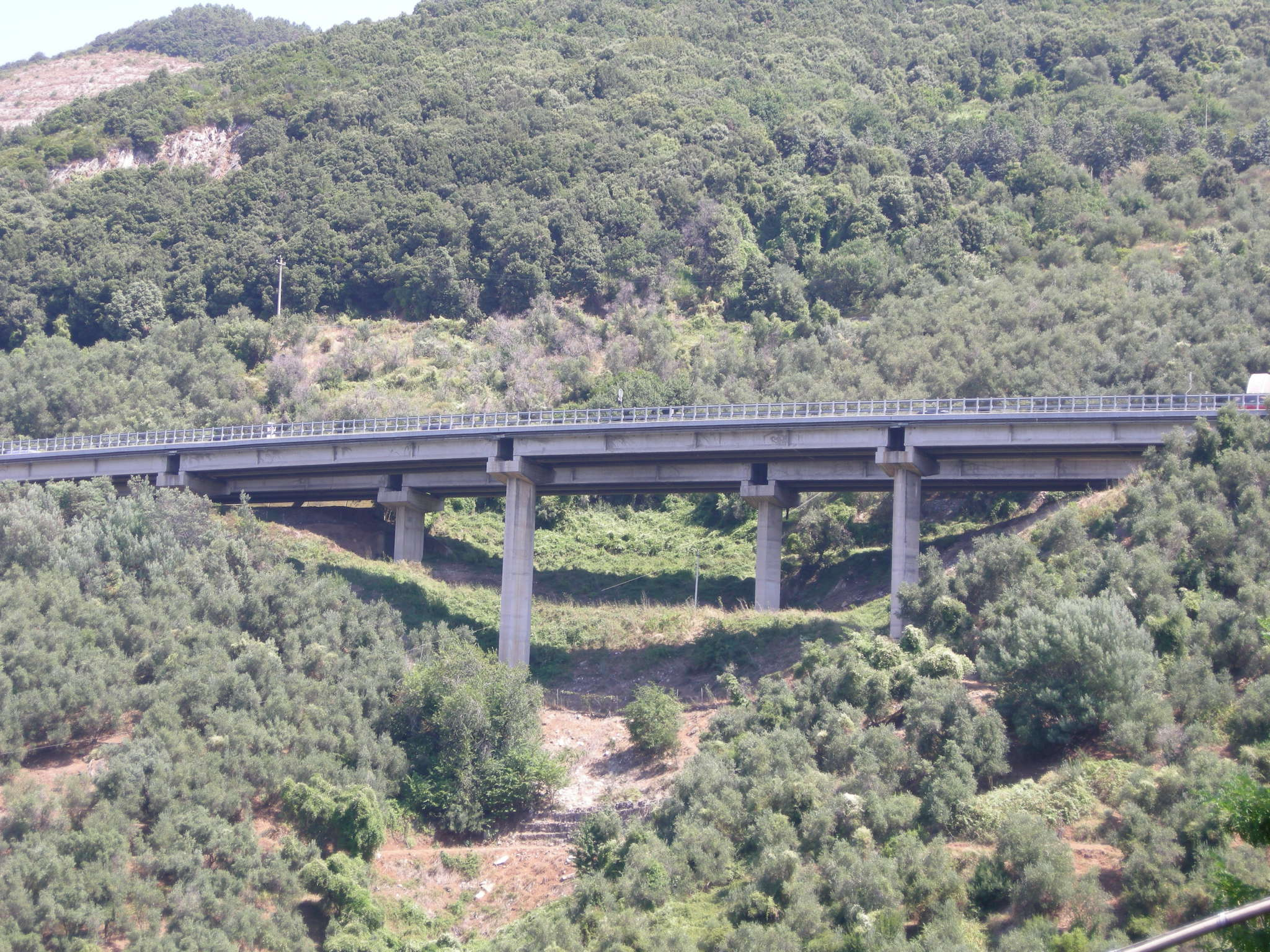
Bei Massarosa